# Alice Herz
Pour les articles homonymes, voir Herz.
 (novembre 2023).
La mise en forme du texte ne suit pas les recommandations de Wikipédia : il faut le « wikifier ».
Les points d'amélioration suivants sont les cas les plus fréquents. Le détail des points à revoir est peut-être précisé sur la page de discussion.
- Les titres sont pré-formatés par le logiciel. Ils ne sont ni en capitales, ni en gras.
- Le texte ne doit pas être écrit en capitales (les noms de famille non plus), ni en gras, ni en italique, ni en « petit »…
- Le gras n'est utilisé que pour surligner le titre de l'article dans l'introduction, une seule fois.
- L'italique est rarement utilisé : mots en langue étrangère, titres d'œuvres, noms de bateaux, etc.
- Les citations ne sont pas en italique mais en corps de texte normal. Elles sont entourées par des guillemets français : « et ».
- Les listes à puces sont à éviter, des paragraphes rédigés étant largement préférés. Les tableaux sont à réserver à la présentation de données structurées (résultats, etc.).
- Les appels de note de bas de page (petits chiffres en exposant, introduits par l'outil «  Source ») sont à placer entre la fin de phrase et le point final[comme ça].
- Les liens internes (vers d'autres articles de Wikipédia) sont à choisir avec parcimonie. Créez des liens vers des articles approfondissant le sujet. Les termes génériques sans rapport avec le sujet sont à éviter, ainsi que les répétitions de liens vers un même terme.
- Les liens externes sont à placer uniquement dans une section « Liens externes », à la fin de l'article. Ces liens sont à choisir avec parcimonie suivant les règles définies. Si un lien sert de source à l'article, son insertion dans le texte est à faire par les notes de bas de page.
- La présentation des références doit suivre les conventions bibliographiques. Il est recommandé d'utiliser les modèles {{Ouvrage}}, {{Chapitre}}, {{Article}}, {{Lien web}} et/ou {{Bibliographie}}. Le mode d'édition visuel peut mettre en forme automatiquement les références.
- Insérer une infobox (cadre d'informations à droite) n'est pas obligatoire pour parachever la mise en page.

Pour une aide détaillée, merci de consulter Aide:Wikification.
Si vous pensez que ces points ont été résolus, vous pouvez retirer ce bandeau et améliorer la mise en forme d'un autre article.
Alice Jeanette Herz, née Strauß (alternativement écrit Strauss) le 25 mai 1882 et morte le 26 mars 1965, est une féministe allemande, antifasciste et militante pour la paix. Elle a été la première personne aux États-Unis à s'être immolée par le feu en protestation contre l'escalade de la guerre du Vietnam, à l'instar du moine bouddhiste Thích Quảng Đức qui s'était immolé en 1963 pour dénoncer l'oppression des bouddhistes   au sud- viet-nam par le gouvernement du président catholique Ngo Dinh Diem,.

## Enfance et jeunesse
Alice Jeanette Strauß est le premier enfant de Rosalie Kramer (1858-1943) et de Moritz Strauß (1850-1920), tous deux allemands de confession juive. Elle avait cinq sœurs cadettes et un petit frère, mort à l'âge de deux ans. Elle termine ses études secondaires puis fait des études pour devenir enseignante, mais un trouble de la vue l'empêche de terminer ses séminaires. Elle trouve alors du travail comme secrétaire dans un cabinet d'avocat. En 1907, Herz se convertit au protestantisme à l'âge de 25 ans.

## Activisme en Allemagne
Au début des années 1900, Herz rejoint le mouvement féministe et devient une défenseure des droits des femmes, en particulier pour défendre le suffrage universel et l'union civile légale(partenariat civil). Elle épouse Paul Herz, chimiste et frère de Margarete Herz, une éminente suffragette. Le couple déménage à Güstrow dans le Mecklembourg-Poméranie-Occidentale et a deux enfants, Helga (1912-2010) et Konrad (1915-1929). Ce dernier est né presque aveugle, et physiquement diminué.
Peu de temps après le début de la Première Guerre mondiale, son mari fut enrôlé dans l'armée, Herz s'attendant à la victoire allemande et au retour de Paul dans quelques mois. En 1918, alors que la fin de la guerre n'était pas encore en vue, Alice Herz commença ouvertement à soutenir la démocratisation de l'Allemagne avec d'autres militants pro-démocratie et féministes, qui cherchaient à mettre en œuvre le droit de vote pour les femmes. Le mouvement a tenté de faire appel au ministre d'État Hans Sivkovich pour « le droit de voter au suffrage universel, égalitaire, secret et direct », mais c'est seulement avec la fin de la Première Guerre mondiale en novembre de la même année que le droit de vote a été accordé aux femmes avec la fondation de la République de Weimar. En 1919, la famille Herz s'installe à Berlin-Mahlsdorf, où Paul obtient un poste dans une usine de caoutchouc. Peut-être à cause d'une exposition régulière à des produits chimiques dangereux, Paul meure d'une insuffisance rénale le 30 décembre 1928, à l'âge de 45 ans. Leur fils Konrad décède quelques semaines plus tard des suites de problèmes de santé.
Le 13 mars 1933, Alice Herz et sa fille Helga quittèrent l'Allemagne pour la Suisse, une option qu'elle avait envisagée ces dernières années en raison de ses inquiétudes face à la montée de l'antisémitisme et au pouvoir politique croissant des partis d’extrême droite dans la République de Weimar. Sa décision est renforcée à la suite de la nomination d'Adolf Hitler au poste de chancelier du Reich. Alice Herz avait pressenti que les Juifs et les opposants politiques, notamment de gauche, seraient soumis à une surveillance étroite, surtout après l'incendie du Reichstag. Alice et Helga déménagent ensuite en France, où Alice apprend le français et l'espéranto. Les deux femmes continuèrent à s'engager dans l'activisme politique à travers leur implication dans la Ligue internationale des femmes pour la paix et la liberté, Alice critiquant le nazisme dans des articles qu'elle envoie aux publications du Parti social-démocrate d'Allemagne. Après sa dissolution forcée par le gouvernement nazi à l'été 1933, elle devient écrivaine pour le magazine social-chrétien suisse Neue Wege.
Après l'invasion de la France, Herz et sa fille passent un temps au camp d'internement de Gurs près de la frontière espagnole. Alice et Helga parviennent finalement à s'installer aux États-Unis en 1942,.

## La vie aux États-Unis et l'effort anti-guerre
Elles se sont installées à Détroit, dans le Michigan, où Helga est devenue bibliothécaire à la bibliothèque publique de Détroit, et Alice travaille pendant un certain temps comme professeur associé d'allemand à la Wayne State University. Les deux femmes demandent la citoyenneté américaine, mais elle leur ait refusée en raison de leur objection à défendre la nation par les armes. Helga présente par la suite une nouvelle demande et obtient finalement la citoyenneté en 1954, mais il n'est pas clair qu'Alice ait jamais refait la démarche. Alice et Helga rejoignent les Unitaires et toutes deux se sont impliquées dans les activités de plusieurs groupes pacifistes.
Alice Herz rédige une lettre ouverte qu'elle distribue à plusieurs amis et collègues militants avant sa mort. Dans sa lettre, elle accuse le président Lyndon B. Johnson d'utiliser sa puissance militaire « pour anéantir des pays entiers de son choix ». Elle appelle le peuple américain à « se réveiller et à agir » contre la guerre et explique son auto-immolation comme une tentative de se « faire entendre »,.

## Auto-immolation
Herz s'immole par le feu dans une rue de Détroit le 16 mars 1965, à l'âge de 82 ans,,,. Un automobiliste et ses deux fils qui passaient par là et l'ont vue brûler ont réussi à éteindre les flammes. Elle décède des suites de ses blessures dix jours plus tard,. Selon At Canaan's Edge (2006) de Taylor Branch, c'est le discours du président Johnson au Congrès en faveur d'une loi sur le droit de vote qui l'amène à croire que le moment était propice pour protester contre la guerre du Vietnam. Malheureusement, la guerre s'est poursuivie pendant encore dix ans après sa mort.

## Postérité
Se confiant à un ami avant sa mort, Herz lui fait remarquer qu’elle avait utilisé toutes les méthodes légales de protestation en tant que militante pour la paix – y compris marcher, protester et écrire d’innombrables articles et lettres – et elle se demandait ce qu’elle pouvait faire de plus. L'auteur et philosophe japonais Shingo Shibata créa le Fonds Alice Herz pour la paix peu de temps après sa mort. Une place à Berlin (Alice-Herz-Platz [de]) a été inaugurée en son honneur en 2003.

## Lectures complémentaires
- Coburn, Jonathan (2015). Faire une différence : l'histoire et la mémoire des femmes en grève pour la paix, 1961-1990 . Thèse de doctorat, Université de Northumbria. pp. 117-128
- Coburn, Jonathan (2018). « J'ai choisi la mort flamboyante » : L'auto-immolation oubliée d'Alice Herz, Paece and Change 43 (1), 32-60.
- Seiler, Mark (2001). Alice Herz, à Feilchenfeldt, Konrad ; Hawrylchak, Sandra H. (éd.) : Deutschsprachige Exilliteratur seit 1933 : USA (Studien zur deutschen Exilliteratur, 3, partie 2), Berne/München, pp. 140-159
- Shingo Shibata (1969). Phoenix : Lettres et documents d'Alice Herz. New York, Bruce Publishing
- Ryan, Cheyney (1996). The One Who Burns Herself for Peace. dans: Karen Warren, Duane L. Cady (Eds.), Bringing Peace Home: Feminism, Violence and Nature. Indiana University Press, pp. 16-31.  (ISBN 978-0-253-21015-9).